# ウルヴァリン (アニメ)
『ウルヴァリン』（MARVEL WOLVERINE）は、2011年1月7日から3月25日アニマックスで放送されたテレビアニメである。マーベル・コミックの『ウルヴァリン』を原作としており、日本のアニメ制作会社であるマッドハウスの作品である。

## 概要
マーベル・コミック、マッドハウス、ソニー・ピクチャーズ、アニマックスによるマーベル作品アニメ化プロジェクト「Marvel Anime」の第2弾で、『アイアンマン』に続いての制作、放送。
2009年7月のコミコンにて『アイアンマン』と共にティーザー映像が上映され、同年11月のマーベル・エンターテンメントの決算発表にて2010年第3四半期（7月-9月）放映開始がアナウンスされた。その後2011年1月放送開始が正式に決定し、2010年11月にはキャストと監督による記者会見が行われた。
ストーリーは『アイアンマン』と同じくコミック作家のウォーレン・エリスが考案し、1980年代のクリス・クレアモントとフランク・ミラーの作品をベースとしている。
キャッチコピーは「最凶変異（ミュータント）日本上陸」。

## あらすじ
ニューヨークで謎の襲撃の隙に恋人の真理子を奪われたローガン。そして1年後、友人であり公安調査庁の浅野徹心から真理子は九頭竜の首領である矢志田信玄の娘でマドリプールの権力者黒萩秀樹との政略結婚を計る為に日本にいる事を知り、彼女を取り戻すために東京へ向かった。

## 登場人物
ローガン / ウルヴァリン
声 - 小山力也
X-MENに所属する「ウルヴァリン」の通り名を持つミュータント。瞬時に傷が治る驚異の回復能力を持つヒーリングファクターと、拳（指の間）から飛び出す世界最硬金属のアダマンチウムで構成された爪と骨格を持つ。また、驚異的な動物的感覚も持ち合わせている。恋人の真理子を取り戻すために単独で来日する。
原作のウルヴァリンは背が低く毛深い筋肉質な中年男だが、本作のウルヴァリンはヒュー・ジャックマンが演じた実写版をベースに背が高くハンサムな青年の容姿をしており、X-MENで着用している全身タイツコスチュームと覆面もしていない。
シリーズ第4弾『ブレイド』において、AIMを追って再度マドリプールに訪れることになる。
雪緒（ゆきお）
声 - 朴璐美
ローガンを助け行動を共にする謎の女性。戦輪（チャクラム）を武器とし、くノ一のような高い戦闘能力を有する。短剣を投げ武器として使うこともある。信玄に母親を殺されており、その復讐のためにローガンと組む。幼い頃に両親殺害された後、コウによって育てられ殺人術を教えられるが両親の復讐よりマドリプール支配欲に駆られるコウに反発し憎み出て行くことになった。信玄に深手を負わされつつも両親の敵をとり、徹心を殺したのが自分だったことを謝罪しつつ亡くなった。
矢志田真理子（やしだ まりこ）
声 - 折笠富美子
ニューヨークでローガンと出会い恋に落ちた日本女性。信玄の一人娘で強制的に東京へ連れ戻され政略結婚をさせられそうになっている。ニューヨークでは洋服を着ていたが日本帰国後は終始和服を着用。秀樹との結婚には大人しく従っていたが、ローガンとの再会に彼を庇い秀樹の撃った流れ弾に当たり死亡する。
矢志田信玄（やしだ しんげん）
声 - 柴田秀勝
AIM（アドバンスド・アイデア・メカニクス）に資金面でのバックアップを行っている、日本の一大暴力組織・九頭竜（くずりゅう、ナイン・ヘッド・ドラゴン）の首領。冷酷非道で目的の為なら自分の娘を利用することも厭わない。剣の達人でもありその剣先は音速を超えると噂されるほど。人間でありながらローガンに剣術、体術ともに圧倒するもその死闘の果てに首を貫かれ、雪緒にトドメを刺され倒される。
黒萩秀樹（くろはぎ ひでき）
声 - 矢尾一樹
完全治外法権の島・犯罪都市国家マドリプールの権力者であり、真理子と政略結婚しようとしている婚約者。先代オーナーが昨年死亡しておりその息子である秀樹がその実権を引き継いでいる。卑怯で浅知恵は働くが小心者。信玄の裏社会のコネクションとブラックマネーを獲得するため真理子との婚約を成功させ、最後にはローガンごと葬ろうとドラゴンパレスを爆破させるが、ローガンと対峙した時に彼に撃った毒を逆に突き刺され毒死する。
美影桔梗（みかげ ききょう）
声 - 萩原聖人
信玄に刺客として雇われているサムライ風のミュータント。ローガンと同様のアダマンチウムらしき骨格と治癒能力ヒーリングファクターを持ち、掌から出す日本刀風の爪を武器とし、通常は右手から出して戦うが両手から出す二刀流の戦いもする。剣が生み出す風圧で斬る鎌鼬という技も持つ。強さを求めローガンとの正々堂々とした勝負に固執、また戦いのポリシーに拘り女子供に手を出すことは快しとせず、黒萩の意を無視して一時的にローガンと共闘してヴァダカを倒しその後も協力している。ローガンと信玄の死闘の間に秀樹が撃った強力な毒物を代わりに受けるも生き残り、全てが終わった後にローガンと対決するも決着が着かず引き分けに終わる。
その後、シリーズ第4弾『ブレイド』において、ヴァンパイア組織『エグジステンス』に雇われ、ヴァンパイアの忍者部隊と共にベトナムへ渡った。
浅野徹心（あさの てっしん）
声 - てらそままさき
ローガンとは10年来の友人でもある、日本の公安調査庁所属の調査員。九頭龍殲滅のため信玄の動向を探る。正義感が強いがローガンを巻き込んだ事に責任も感じている。ローガンの信玄家襲撃の直後に何者かによって暗殺され、その罪をローガンに着せられる。当初は桔梗によって殺されたと思われていたが、実はローガンを利用するために雪緒によって殺されていた。
高木
声 - 土田大
浅野の部下の公安調査庁調査員。
町田
声 - 高口公介
浅野の部下の公安調査庁調査員。
月野
声 - 水沢史絵
浅野の部下の公安調査庁・女性調査員。
美雪（みゆき）
声 - 紗ゆり
雪緒の母親。信玄によって育てられた九頭竜に歯向かう者を暗殺する刺客であったが、ただ1度の使命の失敗（コウの暗殺）から信玄によって斬殺される。雪緒と同様に戦輪を使っていた。
オメガレッド
声 - 大友龍三郎
ローガンを追って来日したミュータント。本名、アーケディ・ロソビッチ。旧ソ連では最悪最強の連続殺人犯でKGBが開発したスーパー・ソルジャー・プロジェクト第0号モデルとしてカーボナディウムのインプラント手術が施され、両腕のカーボナディウム製のコイルを鞭のように自在に使い、更に相手の生命力を奪う能力（デスファクター）も持つ。かつてローガンによってカーボナディウムを安定させるために必要なカーボナディウム・シンセサイザーを奪われ、地獄の苦しみを味わう事になり復讐の為にローガンを追っていた。そのため胸には生命維持装置のように新型カーボナディウム・シンセサイザーが付けられている。ローガンを執拗に狙うも右腕をへし折られ胸の装置も壊され敗北、AIMに蘇生させられるも再度ローガンに倒された。
サイクロプス
声 - 森川智之
X-MENに所属するミュータント。本名はスコット・サマーズ。ローガンと雪緒をX-MEN専用ジェット機ブラックバードで新宿からマドリプールまで送り届ける。コスチュームは第3弾である「エックスメン」において、「インナーサークル」との抗争の頃に使用していた頭部まで覆い被さったスーツを着用している。
ヴァダカ
声 - 星野貴紀
元々はドラゴンパレスの門に祭られていたマドリプールの守り神で、封印されていた巨大像。武器は大鎌。黒萩によって封印を解かれローガンに差し向ける。目が弱点で顔に熱湯を浴びせるというミンの機転で一度は撃退するものの、AIMによる改造でパワーアップし顔にも目をカバーするバイザーを増設して復活、鎧のトゲを槍状にして飛び出せるようになった。ローガンと桔梗の共闘で口に槍を刺され倒される。
ミン
声 - 福圓美里
マドリプールのロータウンで出会った少女。黒萩の反対派に属している。コウを慕っており、ドラゴンパレスへの襲撃中、ヴァダカからコウを守って亡くなる。
黄（コウ）
声 - 家弓家正
黒萩の反対派の首謀者である片眼鏡をかけた老人。仕込み杖を持つ。かつて先代黒萩とマドリプール支配権をめぐり争っていたが、息子のカイと美雪を殺害された際に足を斬られ、その後地下に潜伏し密かに活動していた。ローガンを囮に部下たちとともにドラゴンパレスに突入するが、雪緒を庇い因縁のある信玄に斬られ絶命する。
アン
声 - 高口公介
コウの部下たちの一人。ドラゴンパレスへの襲撃中、黒萩の部下たちの銃撃により他の部下とともに撃たれた。
カイ
声 - 川島得愛
コウの息子で、雪緒の父親。コウの護衛をしており敵であった美雪と恋に落ちるが、数年後、島を脱出の際に美雪と共に信玄に斬殺された。
黒萩樹王（くろはぎ じゅおう）
声 - 速水奨
マドリプールの先代の権力者。故人。信玄と手を組みコウを退けマドリプールを支配した。その際コウ暗殺失敗を理由に信玄との密約を反古にしている。1年前に秀樹によってワインに毒を盛られ毒殺され、死体はマドリプール地下に安置されている。

## スタッフ
- 原作 - マーベル・コミックス
- ストーリー - ウォーレン・エリス
- 監督 - 青山弘
- 助監督 - 大谷肇
- シリーズ構成・脚本 - 梶研吾
- キャラクターデザイン・総作画監督 - 阿部恒
- プロップデザイン・メカ作画監督 - 渡邊和夫
- 美術監督 - 青木勝志
- 美術設定 - 金子英俊
- 色彩設計 - 田中千春
- 撮影監督 - 田川拓樹
- 編集 - 木村佳史子
- 音楽 - 高橋哲也
- 音響監督 - 三間雅文
- プロデューサー - 森島太朗、原史倫、Cort Lane
- アニメーションプロデューサー - 野嵜綾、角木卓哉
- 企画 - 丸山正雄
- アニメーション制作 - マッドハウス
- 製作協力 - アニマックスブロードキャスト・ジャパン
- 製作著作 - Superhero Anime Partners（ソニー・ピクチャーズ エンタテインメント、マッドハウス）

## 主題歌
オープニングテーマ「Feel My Claws」
作曲 - 大西省吾
エンディングテーマ「Another Day of Battles」
作曲 - 高橋哲也、大西省吾

## 各話リスト
| 話数   | サブタイトル   | 絵コンテ        | 演出       | 作画監督                                                     |
| ------ | -------------- | --------------- | ---------- | ------------------------------------------------------------ |
| 第1話  | 真理子 MARIKO  | 青山弘          | 大谷肇     | 小堺能夫                                                     |
| 第2話  | 雪緒 YUKIO     | 迫井政行        | 迫井政行   | Han Sung Hui Lee Sung Jin                                    |
| 第3話  | 桔梗 KIKYO     | 島津裕行        | 阿部雅司   | 渋谷一彦                                                     |
| 第4話  | 極赤 OMEGA RED | 中原幸三郎      | 高木秀文   | 井上善勝                                                     |
| 第5話  | 浅野 ASANO     | 水野和則        | 川久保圭史 | Yang Byung Gil、小堺能夫 臼井文明                            |
| 第6話  | 少女 MIN       | 小島正幸 青山弘 | 五月女有作 | 金子邦匡 田中正之                                            |
| 第7話  | 像 VADHAKA     | 島津裕行        | 中川聡     | Yang Byung Gil                                               |
| 第8話  | 黄 KOH         | 川尻善昭        | 迫井政行   | Lee Sung Jin Lee Min Bae                                     |
| 第9話  | 獄道 HELL ROAD | 板垣伸          | 高木秀文   | 小堺能夫 臼井文明                                            |
| 第10話 | 信玄 SHINGEN   | 大谷肇 迫井政行 | 近藤一英   | 渋谷一彦 田中正之                                            |
| 第11話 | 黒萩 KUROHAGI  | 青山弘          | 吉村文宏   | 内田裕 斉藤圭太                                              |
| 第12話 | 狼眼 LOGAN     | 川尻善昭        | 大谷肇     | 渡邊和夫、小堺能夫 臼井文明、新岡浩美 広田知子、Lee Sung Jin |